# Cnemaspis indraneildasii
Cnemaspis indraneildasii este o specie de șopârle din genul Cnemaspis, familia Gekkonidae, descrisă de Rudolf Bauer în anul 2002. Conform Catalogue of Life specia Cnemaspis indraneildasii nu are subspecii cunoscute.